# Ostara
Ostara sau Ēostre (engleza veche Ēastre, Dialectul northumbrian, engleza veche Ēostre; *Ôstara (formă reconstruită)) este o zeiță germanică care, datorită lunii în calendarul germanic care-i poartă numele (Northumbrian: engleza veche Ēosturmōnaþ; dialecul saxonic vestic: engleza veche Ēastermōnaþ; Ôstarmânoth), este inspirația numelui purtat de Paște în unele limbi, precum în engleză Easter.
Acesteia îi este atribuită o sărbătoare precreștină omonimă ce are loc pe 21 martie, marcând echinocțiul de primăvară. La 21 martie ziua și noaptea sunt egale, natura se trezește la viață, câmpiile încep să înflorească. Păsările încep construcția cuiburilor, pregătindu-le pentru a-și plasa ouăle, considerate un simbol veșnic al renașterii și fertilității.